# A Little Bit of Heaven
A Little Bit of Heaven (en España y México Un pedacito de cielo, en el resto de Hispanoamérica Amor por siempre) es una película estadounidense dirigida por Nicole Kassell y protagonizada por Kate Hudson y Gael García Bernal. Se estrenó el 4 de febrero de 2011.

## Sinopsis
Marley Corbet es una mujer feliz, con una carrera de publicista muy prometedora y un gran sentido del humor. El hecho de atarse a algo o alguien le da pánico, huye de cualquier tipo de preocupación. Claro queda, que tener una pareja no entra en sus planes. Pero su vida da un vuelco el día que acude al médico para recibir los resultados de una rutinaria revisión médica. Tiene cáncer, pero no es la enfermedad lo que le hará cambiar, sino la intervención de Dios, que le concede tres deseos.
Su fuerza y carácter hacen que acepte la noticia de buena manera, hace sus tres peticiones, y decide pasar el resto de sus días al lado de sus amigos y lo más lejos de su familia, por supuesto el amor no era parte de la ecuación: sin embargo, lo que menos se esperaba era conocer a un hombre tan atractivo e interesante como Julian Goldstein, su médico. Ella, que nunca creyó en el amor, comienza a sentir algo por su doctor, un joven tímido que poco a poco se deja conocer. La relación médico-paciente desaparece cuando se encuentran fuera de la consulta y abren sus respectivos corazones. Marley, en contra de sus principios, decide dar una oportunidad a Julián, pero la enfermedad juega en su contra y puede que sea demasiado tarde para comenzar una relación.

## Reparto
| Actor              | Personaje        |
| ------------------ | ---------------- |
| Kate Hudson        | Marley Corbett   |
| Gael García Bernal | Julian Goldstein |
| Kathy Bates        | Beverly Corbett  |
| Whoopi Goldberg    | Dios             |
| Peter Dinklage     | Vinnie           |
| Romany Malco       | Peter Cooper     |
| Rosemarie DeWitt   | René             |

|              |                     |
| Kate Hudson. | Gael García Bernal. |